# Boris Arias
Boris Arias (La Paz, Bolivia; 9 de noviembre de 1993) es un tenista profesional boliviano.

## Biografía
Comenzó a jugar al tenis a los cinco años y se convirtió en profesional en 2012.
El ranking de dobles más alto en dobles ha sido el número 83, mientras que en individuales alcanzó el 1065. Hasta la fecha ha conseguido ganar varios títulos ITF y Challenger en dobles.
También ha representado a Bolivia en la Copa Davis, la competición por equipos más importante del tenis masculino. En 2023 renunció junto con otros tenistas bolivianos a jugar en la edición de 2023.

## Títulos Challenger; 7 (0 + 7)
| Leyenda             | Individuales | Dobles |
| ------------------- | ------------ | ------ |
| ATP Challenger Tour | 0            | 7      |

### Dobles
| N.º | Fecha      | Torneo           | Superficie    | Compañero         | Oponentes en la final             | Resultado        |
| --- | ---------- | ---------------- | ------------- | ----------------- | --------------------------------- | ---------------- |
| 1.  | 15.01.2022 | Blumenau         | Tierra batida | Federico Zeballos | Diego Hidalgo Cristian Rodríguez  | 7-6(3), 6-1      |
| 2.  | 08.10.2022 | Campinas         | Tierra batida | Federico Zeballos | Guido Andreozzi Guillermo Durán   | 7-5, 6-2         |
| 3.  | 01.04.2023 | Ciudad de México | Tierra batida | Federico Zeballos | Evan King Reese Stalder           | 7-5, 5-7, [10-2] |
| 4.  | 17.06.2023 | Perugia          | Tierra batida | Federico Zeballos | Luciano Darderi Juan Pablo Paz    | 7-6(3), 7-6(6)   |
| 5.  | 16.09.2023 | Santa Cruz       | Tierra batida | Federico Zeballos | Matías Soto Gonzalo Villanueva    | 6-2, 4-6, [10-7] |
| 6.  | 23.09.2023 | Antofagasta      | Tierra batida | Federico Zeballos | Luciano Darderi Murkel Dellien    | 5-7, 6-4, [10-8] |
| 7.  | 23.03.2024 | Asunción         | Tierra batida | Federico Zeballos | Gonzalo Bueno Álvaro Guillén Meza | 6-2, 6-2         |

## Títulos ITF; 19 (0 + 19)

### Dobles: 19 (19 Títulos, 9 Finales)
| Premios            |
| ------------------ |
| Futures ITF (16–9) |

| Títulos por superficie |
| ---------------------- |
| Dura (6–16)            |
| Arcilla (17–40)        |
| Césped (0–0)           |
| Carpeta (0–0)          |

| Resultado | N.º   | Fecha          | Nivel   | Torneo                             | Superficie | Compañero         | Oponentes                                     | Puntaje           |
| --------- | ----- | -------------- | ------- | ---------------------------------- | ---------- | ----------------- | --------------------------------------------- | ----------------- |
| Victoria  | 22–19 | julio 2017     | Futures | Georgia F1 Telavi, Georgia         | Arcilla    | Federico Zeballos | Aleksandre Bakshi George Tsivadze             | 7-6(8), 7-6(5)    |
| Victoria  | 23–19 | julio 2017     | Futures | Georgia F2 Telavi, Georgia         | Arcilla    | Federico Zeballos | Nerman Fatic Antun Vidak                      | 5-7, 6-3, 10-8    |
| Pérdida   | 23–20 | julio 2017     | Futures | Giorgia F3 Telavi, Georgia         | Arcilla    | Federico Zeballos | Ivan Kalinin Kirill Kivattsev                 | 4-6, 7-6(6), 7-10 |
| Pérdida   | 24–25 | diciembre 2017 | Futures | México F8 Cancún, México           | Dura       | Federico Zeballos | Gonzalo Escobar Bruno Sant'Anna               | 6-1, 3-6, 4-10    |
| Pérdida   | 24–26 | diciembre 2017 | Futures | Perú F1 Lima, Perú                 | Arcilla    | Federico Zeballos | Daniel Elahi Galán João Pedro Sorgi           | 6-4, 4-6, 3-10    |
| Pérdida   | 24–27 | diciembre 2017 | Futures | Perú F2 Lima, Perú                 | Arcilla    | Federico Zeballos | Junior Alexander Ore Jorge Brian Panta        | 1-6, 5-7          |
| Pérdida   | 24–28 | marzo 2018     | Futures | USA F7 Bakersfield, USA            | Dura       | Federico Zeballos | Bernardo Saraiva Sem Verbeek                  | 6-7(2), 3-6       |
| Pérdida   | 24–29 | mayo 2018      | Futures | México F1 Morelia, México          | Dura       | Federico Zeballos | Samuel Monette Samuel Shropshire              | 6-3, 2-6, 2-10    |
| Victoria  | 25–30 | agosto 2018    | Futures | España F23 Vigo, España            | Arcilla    | Federico Zeballos | Sergio Martos Gornes Jaume Pla Malfeito       | 6-2, 6-3          |
| Victoria  | 28–31 | agosto 2019    | 15.000  | M15 SANTA CRUZ Santa Cruz, Bolivia | Arcilla    | Federico Zeballos | Maximiliano Estévez Gabriel Alejandro Hidalgo | 7-5, 6-3          |
| Victoria  | 29–31 | agosto 2019    | 15.000  | M15 LA PAZ La Paz, Bolivia         | Arcilla    | Federico Zeballos | Joao Hinsching Andrés Urrea                   | 6-2, 4-6, 12-10   |
| Victoria  | 30–31 | agosto 2019    | 15.000  | M15 LAMBARÉ Lambaré, Paraguay      | Arcilla    | Federico Zeballos | Maximiliano Estévez Gonzalo Villanueva        | 7-5, 6-2          |
| Pérdida   | 30–32 | agosto 2019    | 15.000  | M15 CANCÚN Cancún, México          | Dura       | Federico Zeballos | George Goldhoff Tanner K. Smith               | 0-6, 6-7(6)       |
| Pérdida   | 30–33 | febrero 2022   | 25.000  | M25 CANCÚN Cancún, México          | Dura       | Federico Zeballos | JC Aragone Peter Polansky                     | 2-6, 4-6          |
| Pérdida   | 30–33 | febrero 2022   | 25.000  | M25 CANCÚN Cancún, México          | Dura       | Federico Zeballos | Geoffrey Blancaneaux Michail Pervolarakis     | 2-6, 6-4, 9-11    |
| Victoria  | 30–33 | mayo 2022      | 15.000  | M15 CANCÚN Cancún, México          | Dura       | Federico Zeballos | Peter Bertran Alejandro Mendoza               | 6-4, 6-3          |